# ビンセント・ブルネリ
ヴィンセント・ブルネリ（Vincent Burnelli、1895年11月22日 - 1964年6月22日）はアメリカ合衆国の航空技術者でリフティング・ボディ機のコンセプトの先駆者である。

## 生涯
テキサス州テンプルに生まれた。1915年に友人のジョン・カリシー（John Carisi）と最初の航空機を設計し、old Hempstead Plains 飛行場（後のルーズヴェルト飛行場）で飛行させた。数年後第一次世界大戦に使われることを願って、戦闘機"night fighter"を設計したが実現しなかった。この飛行機はニューヨーク警察に売却され、使われた。1919年ローソンエアラインで使用する世界最初の大型商用機の構想を練った。
1920年代に2つの複葉航空機の設計を行なった。翼断面形状の胴体をもち､胴体に揚力を発生させようとした設計は、リフティング・ボディの設計を先取りするものであった。設計の狙いは搭載可能重量の大きな航空機であった。ブルネリは自らの飛行機をフライング・ウィングと呼んだが（一般的にフライング・ウィングとは尾翼のない全翼機を言う）、水平尾翼を持ち、尾翼を支える支柱を持っていた。最初の単葉機CB-16は1928年に製作され、1940年代にブルネリの設計する機種に見られる特徴を持っていた。エンジンは客室の構造の近くに取り付けられ、翼断面形状の胴体部分で巡航時には50%の揚力を発生した。翼断面形状の胴体部分には客室、操縦士、整備士の部屋が設けられた。衝突による客室の変形を防ぐために､胴体部分の回りには機体全体の60%の重量と強度が与えられていた。
自分の設計が従来の設計に比べて安全で、経済的であると信じていた。彼の設計思想は多くの専門家の支持を得たが、特異な設計は一般の人々の受け入れるところとならず、経済的な見返りを得ることはできなかった。多くの協力者と実験機や試作機を製作したが量産の契約は得られなかった。最後の設計であるCBY-3 LoadmasterはモントリオールのCanada Car and Foundryで製造されたが1機の試作のみで終わった。ニューヨークのサザンプトンに移った後もリフティング・ボディ形式の航空機の宣伝に努め、1955年にはCBY-3 Loadmasterを北極探検隊の20人の隊員と41匹の犬ゾリ用の犬の輸送に使ったが、資本が尽きた。 Loadmasterは1964年まで北カナダや南アメリカで飛び続けた。コネチカット州のニューイングランド航空博物館に展示されている。